# Котбус
Котбус или Кочебуз (пољ. Chociebuż) град је у немачкој савезној држави Бранденбург.

## Историја
Насеобина је основана у 10. веку, када су Лужички Срби подигли замак на пешчаном острву на Шпреји. Град се први пут помиње 1156. За време немачке источне колонизације у 13. веку дошли су немачки досељеници, и од тада су живели заједно са Лужичким Србима. У средњем веку, Котбус је био познат по вуни, и текстил је извожен на околне територије. Током 1462. Котбус су присвојили кнезови изборници Бранденбурга, који су касније постали краљеви Пруске. Котбус од 1701. припада Прусији. Према Тилзитском миру 1807. Котбус је припао Саксонији. 1815, Краљевина Саксонија је уступила околне округе – Горњу и Доњу Лужицу Краљевини Пруској.
Котбус је културно средиште доњолужичкосрпске мањине. Многе ознаке су двојезичне, али се лужичкосрпски ретко говори на улицама.

## Географија
Град се налази на надморској висини од 70 m. Површина општине износи 164,3 km². У самом граду је, према процјени из 2010. године, живјело 101.785 становника. Просјечна густина становништва износи 620 становника/km². Посједује регионалну шифру (AGS) 12052000.

## Партнерски градови
| Мјесто            | Држава               | Врста сарадње | Од    |
| ----------------- | -------------------- | ------------- | ----- |
| Гросето           | Италија              | партнерство   | 1969. |
| Монтреј           | Француска            | партнерство   | 1959. |
| Трговиште         | Бугарска             | партнерство   | 1975. |
| Кошице            | Словачка             | партнерство   | 1978. |
| Липецк            | Русија               | партнерство   | 1974. |
| Зјелона Гора      | Пољска               | партнерство   | 1975. |
| Нанитон и Бедворт | Уједињено Краљевство | партнерство   | 2004. |
| Извор             |                      |               |       |